# Swiss Open 1997
Die CIBA Swiss Open 1997 im Badminton fanden vom 19. bis zum 23. März 1997 in der St. Jakobshalle Basel statt. Das Preisgeld betrug 125.000 US-Dollar. Das Turnier hatte damit einen Vier-Sterne-Status im World Badminton Grand Prix.

## Sieger und Platzierte
| Disziplin    | Gold                       | Silber                       | Bronze                        |
| ------------ | -------------------------- | ---------------------------- | ----------------------------- |
| Herreneinzel | Dong Jiong                 | Poul-Erik Høyer Larsen       | Sun Jun                       |
| Herreneinzel | Dong Jiong                 | Poul-Erik Høyer Larsen       | Peter Rasmussen               |
| Dameneinzel  | Camilla Martin             | Ye Zhaoying                  | Lee Joo Hyun                  |
| Dameneinzel  | Camilla Martin             | Ye Zhaoying                  | Susi Susanti                  |
| Herrendoppel | Lee Dong-soo Yoo Yong-sung | Sigit Budiarto Candra Wijaya | Ha Tae-kwon Kang Kyung-jin    |
| Herrendoppel | Lee Dong-soo Yoo Yong-sung | Sigit Budiarto Candra Wijaya | Rexy Mainaky Ricky Subagja    |
| Damendoppel  | Ge Fei Gu Jun              | Han Jingna Ye Zhaoying       | Helene Kirkegaard Rikke Olsen |
| Damendoppel  | Ge Fei Gu Jun              | Han Jingna Ye Zhaoying       | Jang Hye-ock Kim Shin-young   |
| Mixed        | Liu Yong Ge Fei            | Flandy Limpele Minarti Timur | Imam Tohari Emma Ermawati     |
| Mixed        | Liu Yong Ge Fei            | Flandy Limpele Minarti Timur | Lee Dong-soo Yim Kyung-jin    |

## Finalresultate
| Disziplin    | Sieger                     | Gegner                       | Ergebnis          |
| ------------ | -------------------------- | ---------------------------- | ----------------- |
| Herreneinzel | Dong Jiong                 | Poul-Erik Høyer Larsen       | 17:15, 15:11      |
| Dameneinzel  | Camilla Martin             | Ye Zhaoying                  | 9:12, 11:6, 11:5  |
| Herrendoppel | Lee Dong-soo Yoo Yong-sung | Candra Wijaya Sigit Budiarto | 15:11, 15:4       |
| Damendoppel  | Ge Fei Gu Jun              | Ye Zhaoying Han Jingna       | 9:15, 15:2, 15:11 |
| Mixed        | Liu Yong Ge Fei            | Flandy Limpele Minarti Timur | 15:9, 15:9        |

## Halbfinalresultate
| Disziplin    | Sieger                       | Gegner                        | Ergebnis           |
| ------------ | ---------------------------- | ----------------------------- | ------------------ |
| Herreneinzel | Poul-Erik Høyer Larsen       | Sun Jun                       | 15:3, 12:15, 15:10 |
|              | Dong Jiong                   | Peter Rasmussen               | 15:7, 15:5         |
| Dameneinzel  | Camilla Martin               | Lee Joo Hyun                  | 11:0, 7:11, 11:5   |
|              | Ye Zhaoying                  | Susi Susanti                  | 5:11, 11:3, 11:3   |
| Herrendoppel | Candra Wijaya Sigit Budiarto | Kang Kyung-jin Ha Tae-kwon    | 15:13, 15:6        |
|              | Lee Dong-soo Yoo Yong-sung   | Ricky Subagja Rexy Mainaky    | 15:8, 15:12        |
| Damendoppel  | Ge Fei Gu Jun                | Helene Kirkegaard Rikke Olsen | 15:8, 15:10        |
|              | Ye Zhaoying Han Jingna       | Kim Shin-young Jang Hye-ock   | 15:9, 15:12        |
| Mixed        | Liu Yong Ge Fei              | Imam Tohari Emma Ermawati     | 5:15, 15:4, 15:4   |
|              | Flandy Limpele Minarti Timur | Lee Dong-soo Yim Kyung-jin    | 15:10, 15:7        |

## Viertelfinalresultate
| Disziplin    | Sieger                        | Gegner                            | Ergebnis           |
| ------------ | ----------------------------- | --------------------------------- | ------------------ |
| Herreneinzel | Poul-Erik Høyer Larsen        | Park Sung-woo                     | 17:18, 15:9, 15:12 |
|              | Sun Jun                       | Indra Wijaya                      | 12:15, 15:11, 15:1 |
|              | Dong Jiong                    | Peter Gade                        | 15:8, 15:7         |
|              | Peter Rasmussen               | Alan Budikusuma                   | 17:14, 15:5        |
| Dameneinzel  | Camilla Martin                | Kim Ji-hyun                       | 11:3, 8:11, 11:6   |
|              | Lee Joo Hyun                  | Wang Chen                         | 11:8, 11:6         |
|              | Susi Susanti                  | Han Jingna                        | 11:1, 11:7         |
|              | Ye Zhaoying                   | Mette Sørensen                    | 11:6, 11:1         |
| Herrendoppel | Candra Wijaya Sigit Budiarto  | Peter Axelsson Pär-Gunnar Jönsson | 15:6, 15:8         |
|              | Kang Kyung-jin Ha Tae-kwon    | Jim Laugesen Thomas Stavngaard    | 15:5, 15:5         |
|              | Lee Dong-soo Yoo Yong-sung    | Liu Yong Zhang Wei                | 7:15, 15:2, 15:12  |
|              | Ricky Subagja Rexy Mainaky    | Chris Hunt Simon Archer           | 15:11, 15:8        |
| Damendoppel  | Ge Fei Gu Jun                 | Chung Jae-hee Yim Kyung-jin       | 15:5, 15:2         |
|              | Helene Kirkegaard Rikke Olsen | Nichola Beck Joanne Davies        | 9:15, 15:9, 15:1   |
|              | Ye Zhaoying Han Jingna        | Cha Yoon-sook Lee So-young        | 15:2, 15:7         |
|              | Kim Shin-young Jang Hye-ock   | Zelin Resiana Deyana Lomban       | 15:8, 7:15, 15:10  |
| Mixed        | Liu Yong Ge Fei               | Tri Kusharyanto Eliza Nathanael   | 15:12, 15:11       |
|              | Imam Tohari Emma Ermawati     | Ha Tae-kwon Kim Shin-young        | 15:10, 15:9        |
|              | Flandy Limpele Minarti Timur  | Michael Keck Erica van den Heuvel | 15:11, 15:8        |
|              | Lee Dong-soo Yim Kyung-jin    | Jens Eriksen Marlene Thomsen      | w.o.               |